# Az Amerikai Egyesült Államok politikai élete
Az Amerikai Egyesült Államok államszervezetét az 1787. szeptember 17-én elfogadott, azóta többször is módosított Alkotmány határozza meg. Ez alapján az államszerkezet két különálló, de egymást kiegészítő szintre épül:
- Szövetségi szint: törvényhozás (kongresszus), végrehajtó hatalom (elnök), igazságszolgáltatás (bíróság).
- Tagállami szint: az egyes államok szintjén is elkülönül a három hatalmi ág: a törvényhozás (parlament), a végrehajtás (kormányzó), illetve az igazságszolgáltatás (bíróság). Az államok parlamentjének tagjait, valamint a kormányzót az állampolgárok közvetlenül választják meg. Az ötven tagállam és a közvetlenül a Kongresszus alá tartozó Washington főváros bizonyos mértékű belső önkormányzattal rendelkezik, de a védelem, a külügy, a pénzrendszer, a belbiztonság, a posta és a magasabb szintű igazságszolgáltatás szövetségi hatáskörbe tartozik.

Az Egyesült Államok egy alkotmányos szövetségi köztársaság, elnöki rendszerrel, három fontos hatalmi ággal: a törvényhozás, a végrehajtó hatalom és az igazságszolgáltatás. Az elnök kivételével, akit az államok elektorai választanak meg, minden tisztviselőre közvetlenül szavaznak a választópolgárok.
Az országban két fontos politikai párt létezik a polgárháború óta, a Demokrata Párt és a Republikánus Párt. Ennek ellenére kisebb pártok is indítanak jelölteket. A Demokrata Párt általánosan baloldali politikát folytat, míg a republikánusok jobboldalit. Egyik pártnak sincs hivatalos központi szervezete országos szinten, így nincs irányítva, hogy mi a párt hivatalos politikája, tagsága. A tisztviselők túlnyomó többségét az országban szavazókerületenként választják meg, a szavazatok többségét megszerző jelölt nyeri a választást. Minden 18 éven felüli állampolgár szavazhat, egyes államokban viszont bűnözők elvesztik szavazójogukat.

## Szövetségi kormány
Kongresszus: Két kamara alkotja, a Képviselőház és a Szenátus. A Képviselőház 435 tagból áll, akiket az adott államok lakossága választja két évre. Az egyes államok képviselőinek számát a tízévente lebonyolított népszámlálások alapján határozzák meg. A Szenátus 100 tagból áll, minden állam két szenátort küldhet. A szenátorok mandátuma hat évre szól, azonban nem egyszerre választják az összes tagot: kétévenként tartanak választásokat, amelyek során egyszerre a Szenátus nagyjából egyharmada újulhat meg.
Elnök: Az elnök egyben államfő és a végrehajtó hatalom feje, akit elektorok útján négy évre választanak meg, és egyszer újraválasztható. Az elnök a fegyveres erők főparancsnoka. Hatalmát az általa kinevezett miniszterek, illetve a nem minisztériumi szintű hivatalok, ügynökségek vezetői segítségével gyakorolja. Jogilag sérthetetlen, csak a Kongresszus által vonható felelősségre közjogi felelősségre vonási eljárás – impeachment – keretében (hazaárulás, vesztegetés vagy súlyos törvényszegés esetén).
Legfelsőbb Bíróság: Az államszövetség bírói hatalmát a Legfelsőbb Bíróság, a szövetségi bíróságok, valamint helyi szinten a kerületi bíróságok testesítik meg. A Legfelsőbb Bíróság egyszerre látja el az alkotmánybírósági és a legfelső szintű fellebbviteli bírósági funkciót. Tagjait az elnök nevezi ki, de posztjukat csak a Szenátus jóváhagyásával foglalhatják el. A Legfelsőbb Bíróság 9 tagú, a bírák nem visszahívhatóak, mandátumuk életük végéig tart. 

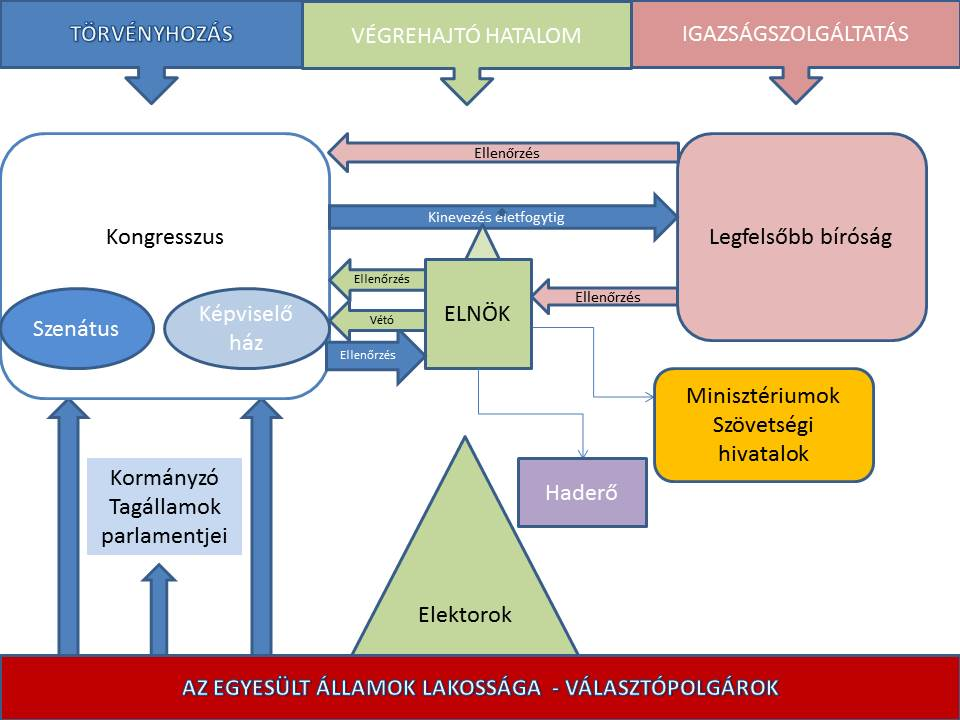
Az Egyesült Államok államszerkezete

A törvényhozás, végrehajtás és az igazságszolgáltatás funkcióinak egy részét egy-egy hatalmi tényező kizárólagosan, más részét többen együttesen, egymást ellenőrizve valósítják meg. Törvényeket a Kongresszus hozhat, de azok ellen az Elnöknek vétójoga, a Legfelsőbb Bíróságnak vizsgálati joga van, míg az elnöki kinevezések jelentős részéhez a Kongresszus hozzájárulása szükséges.

## Állami kormány

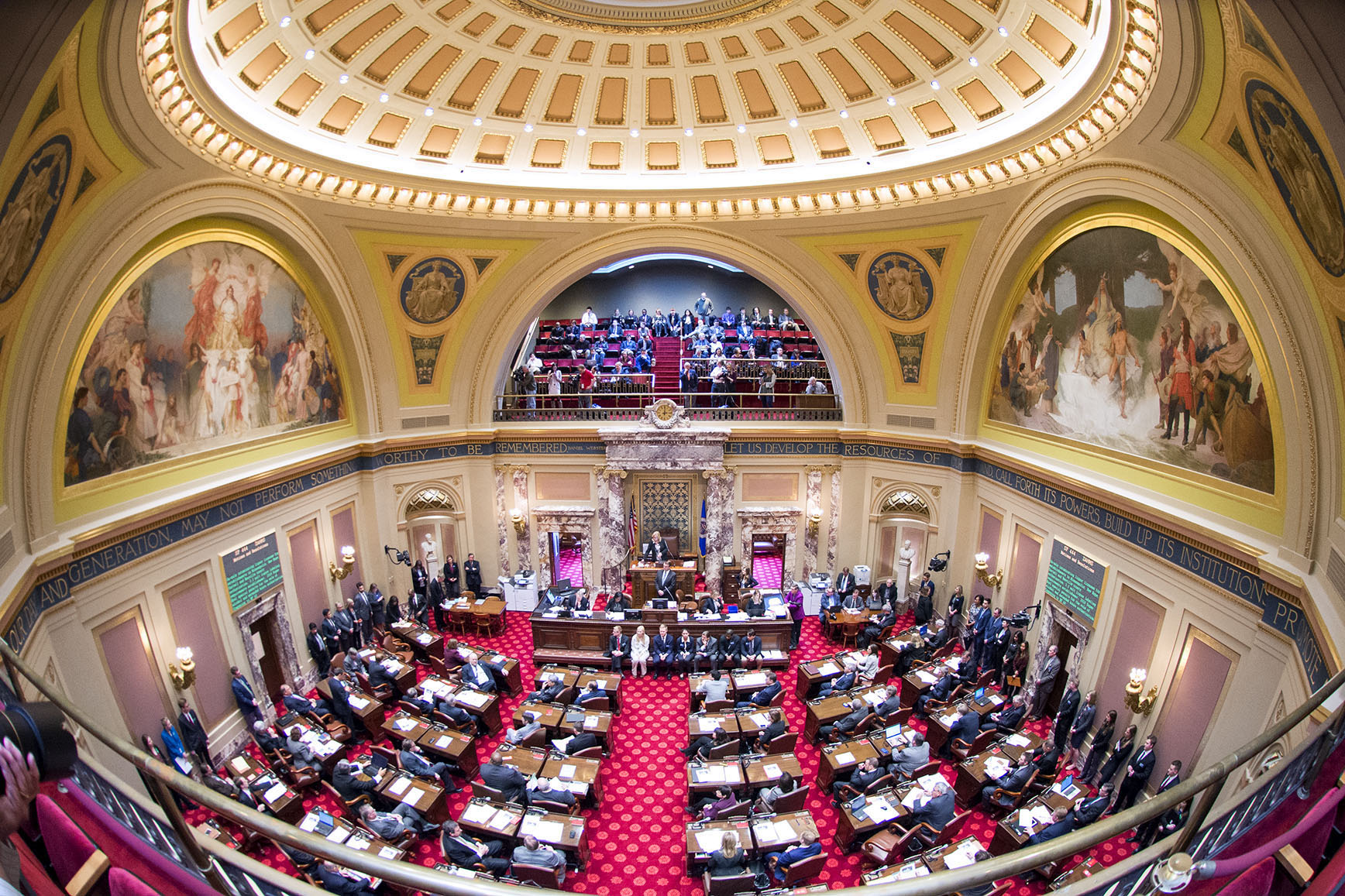
Minnesota állam szenátusa

Állami kormányoknak teljes körű joga van törvények meghozására olyan témákban, amikben a szövetségi kormánynak az Alkotmány szerint nincs joga. Ezek közé tartozik az oktatás, családi jog, szerződési jog és a bűncselekmények nagy része. A szövetségi kormánnyal ellenében, aminek csak az Alkotmány által megadott jogai vannak, az állami kormányok rendelkeznek alapvető hatalommal, amit az állami vagy a nemzeti alkotmányok akadályozhatnak.
A szövetségi kormányhoz hasonlóan az állami kormányoknak is három ága van. Az állam végrehajtó hatalma a lakosság által megválasztott kormányzó, aki általában négy évig van hivatalban (néhány kivétellel, ahol ez az időszak két év). Nebraska kivételével, ahol a törvényhozás egykamarás, minden állam egy képviselőházzal (vagy államgyűléssel) és egy szenátussal működik. A legtöbb államban szenátorok négy, képviselők pedig két évig vannak hivatalban.
Az államok alkotmányai mind különböznek, de általában sokban hasonlítanak a szövetségi alkotmányra és gyakran részletesebbek.
Állami szinten a szavazópolgároknak van joga népszavazások kezdeményezésére, akár még el nem fogadott törvényekről, vagy törvényekről, amiket nem rég fogadott el a törvényhozás. Az ezekhez való jog több állam alkotmányában is szerepel, de szövetségi szinten nem létezik.

## Helybeli kormányok
Az Egyesült Államok Népszámlálási Irodája állami szinten négy különböző kormánytípust állapít meg:
1. Megyei kormány
2. Városi vagy közigazgatási kormány
3. Helyhatósági kormány
4. Különleges célú helybeli kormányok (iskolai kerületek, stb.)

A 2010-es népszámlálás idején 89 500 helybeli kormány létezett, ebből 3 033 megyei, 19 492 helyhatósági, 16 500 közigazgatási, 13 000 iskolai kerület és 37 000 további különleges célú kormány. Helybeli kormányok dolga a helyi lakosság szolgálása, ezek közé tartozik többek között a rendőrség, tűzoltóság, egészségügyi szabályzatok, oktatás és tömegközlekedés. Helybeli választások általában pártatlanok, a helyi aktivisták általában felfüggesztik párthovatartozásukat kampányuk idején.

### Megyei kormányok
A megyék az államok legnagyobb adminisztrációs körzetei. Louisiana területén ezek neve község (parish), míg Alaszkában kerület (borough).
A megyei kormányok hatalma sokban különbözik államonként. Egyes államokban, mint Új-Anglia nagy részében, leginkább igazságszolgáltatási szerepük van, míg máshol oktatási, közlekedési és lakhatás szervezési joguk is van. Connecticut és Rhode Island egészében, illetve Massachusetts egyes részeiben teljesen eltörölték a megyei kormányokat, míg Alaszka Szervezetlen Kerület területe, ami az állam felét teszi ki, egyáltalán nem a megyei rendszer alatt működik. Olyan helyzetekben, ahol egy terület nem tartozik megyei kormány alá, minden fontos szolgáltatást alacsonyabb szintű kormányok, vagy az állam juttat a lakosoknak.
A legtöbb megyébe több város, kisváros és falu is tartozik, de egyes városok, mint Philadelphia, Honolulu, San Francisco, Nashville és Denver, önmaguk kitesznek egy teljes városmegyét, ahol a megye és a városi kormány megegyezik. Egyes megyék, mint Arlington Virginiában, nem rendelkezik alacsonyabb szintű kormányokkal. Vannak városok, amik egyetlen megyéhez se tartoznak, a rendszertől függetlenül működnek. Vannak városi kormányok, amik több megyébe is tartoznak, New York városa például öt kerületre van lebontva, amik jogi szinten öt különböző megyeként működnek.
A legtöbb megyében egy város van kijelölve megyeszékhelyként, itt találhatók a megyei kormány irodái és itt gyűlnek össze a megyei képviselők. Kisebb megyékben a biztosi bizottságokat a megye választja, nagyobbakban a felügyelőbizottságok tagjai kisebb kerületeket képviselnek. A bizottság gyűjti be az állami és helybeli adókat, ők döntik el mire használják fel a megye költségvetését, eldönti a megyei tisztviselők fizetését, felügyeli a választásokat, karbantartja az utakat és a jóléti programokat működteti. A legkisebb megyékben a törvényhozási és a végrehajtói hatalom is egy megyei biztos kezében lehet, akit egy bizottság segít.